# Feuille de timbres
Une feuille de timbres est une forme de vente des timbres-poste. Ces feuilles comprennent le plus souvent deux panneaux qui comportent au total cent ou deux cents timbres. Même non dentelées, ces feuilles permettent de fournir facilement au client le nombre d'exemplaires souhaité.

## Fabrication

### Bords de feuilles

Haut de feuille signalant la valeur totale des colonnes de timbres.

Les bords de feuille de timbres sont assez souvent blanc et détachés par les usagers pour pouvoir coller les timbres sur leurs plis.
C'est sur ces bords que sont imprimés des mentions de contrôle d'imprimerie : numéro de la rotative, date d'impression, numéro de la feuille, valeur faciale totale et à l'unité, etc. Ces informations permettent de découvrir des variations dans l'impression d'un timbre, d'usage courant en particulier, et d'en déterminer la rareté, donc la valeur. Les variations peuvent être une couleur changeant de ton, une anomalie répétitive (un point de couleur), etc.
Ces bords de feuille peuvent aussi être imprimés de motifs dessinés, dans un souci de décoration ou simplement pour empêcher que des morceaux de papier gommé servent aux faussaires. En France, les bords de certaines feuilles de timbres commémoratifs sont imprimés d'un motif dès qu'ils ont une dimension proche d'un timbre-poste.
En Israël, depuis 1948, les bords inférieurs de la feuille sont systématiquement imprimés avec un motif ou un texte explicitant le sujet du timbre-poste. Un timbre se-tenant avec cette vignette appelé tab est plus recherché que le timbre seul.

## Le bloc-feuillet
On parle de feuillet ou de bloc-feuillet lorsque la feuille présente un bloc de quelques timbres (au maximum une vingtaine). Le bloc-feuillet a souvent pour but d'être collectionné par les philatélistes, et donc de ne pas être utilisé. Dans les pays anglo-saxons, les administrations postales parlent explicitement de blocs et de carnets « de prestige », la présentation somptueuse (illustration…) en faisant un objet de collection.
Pour favoriser la vente de feuille de timbres à forte valeur faciale, comme les timbres de poste aérienne souvent coûteux, les postes émettent des feuillets de dix exemplaires aux marges décorées.

## Collection
Certains philatélistes collectionnent les timbres par feuille entière. Cela leur évite d'avoir les dents de leurs timbres plus ou moins abîmées. Ils espèrent surtout qu'avec le temps la valeur marchande de ces feuilles va augmenter à cause de leur rareté, peu de collectionneurs pouvant se permettre de financer l'achat d'une telle collection. En janvier 2001, pour le passage à l'euro, La Poste française proposa un souvenir philatélique en cuir comprenant une feuille de cent timbres Marianne du 14 juillet à 1 franc et une feuille de timbres à 1 euro ; vendu à la valeur faciale, il coûtait 115,24 euros.
D'autres collectionneurs se procurent seulement les coins datés, ces coins de feuilles portant la date d'impression ou les informations sur la rotative employée. Ils se contentent donc d'une dizaine ou vingtaine de timbres et de la bande non imprimée portant la date. Cela permet ensuite d'étudier les types et les variétés d'un timbre et de déterminer les dates des changements de poinçons (type) et des impressions fautives (variété).

### Le planchage
Certains collectionneurs pratiquent le planchage : ils essaient de reconstituer les feuilles de certains timbres d'usage courant. Cela est permis par des légères différences répétitives.
Pour les timbres lithographiés, le report des clichés de la planche d'impression à partir d'un dessin original n'est jamais parfait. Les légères différences sur un cliché sont reportées sur les timbres de la feuille toujours dans la même case.
En taille-douce, le planchage des premiers timbres britanniques (comme le Penny Black) est une activité rendue possible par les lettres inscrites dans les coins et par un numéro de planche discrètement placé dans la gravure du timbre.

## Anecdotes
Avant la fin de la Seconde Guerre Mondiale, conscients que le régime fantoche de l'État indépendant de Croatie du dictateur local Ante Pavelić, allait s'effondrer, vu les progrès militaires des troupes de Tito, certains dignitaires de ce régime imaginèrent de faire des blocs-feuillets, émis à très petit tirage par la poste de cet État, ceci afin de se constituer des raretés négociables par la suite. Lorsque la Croatie fut libérée par les titistes, les ouvriers des presses de l'imprimerie des timbres prévinrent les nouveaux maîtres de la Yougoslavie. Ordre fut alors donné de réaliser, sur les mêmes presses, avec les mêmes papiers et les mêmes encres d’innombrable quantité de ces blocs et d'en inonder le marché philatélique, ruinant ainsi la manœuvre. Les blocs titistes étant indiscernables des premiers blocs.